# Gruppo Sportivo Armando Casalini
Il Gruppo Sportivo Armando Casalini è stata una società polisportiva bresciana fondata nel 1928 e intitolata al deputato fascista Armando Casalini, assassinato nel 1924. Aveva sede a Brescia in via Trento n.37 e poi in via Trieste n.10.
Comprendeva una sezione calcistica, una ciclistica, una atletica e una bocciofila.

## Storia
L'attività principale fu sicuramente quella calcistica: la squadra bresciana, caratterizzata dalle casacche verdi, utilizzava un campo di gioco nella zona di porta Trento, in via Montesuello. Nell'ultimo anno di attività utilizzò invece lo Stadium comunale in alternanza con il Brescia Calcio.
È stata nel periodo compreso tra le due guerre la seconda squadra calcistica per importanza della provincia di Brescia. Al tempo erano famosi gli infuocati derby con la terza società cittadina: la Trivellini, intitolata all'ex calciatore del Brescia Luigi Trivellini, deceduto nella prima guerra mondiale.
Nel 1928, primo anno di attività, la Casalini ottenne un significativo secondo posto nella coppa Sorlini.
Nel 1929 conquistò la coppa Ferrari e l'anno successivo ottenne il secondo posto nella coppa del Popolo di Brescia.
Nel 1931 si piazzò al terzo posto nel campionato provinciale U.L.I.C. Bresciano e vinse la coppa della Canicola (una "classica" giocata a 6 giocatori).
Nel 1932 conquistò il titolo Bresciano di 1.a Categoria U.L.I.C. e lo stesso anno anche il titolo di Campione Lombardo di 1.a Categoria battendo allo spareggio del 7 agosto 1932 a Milano sul campo del Dopolavoro Ferroviario 5-1 la Ardita di Busto Arsizio.
Le migliori stagioni furono quelle a partire dal 1936-1937, quando vinse il campionato Bresciano della Sezione Propaganda e successivamente si iscrisse in Prima Divisione Lombarda
La stagione successiva, il 1937-1938, vinse il suo girone accedendo alle finali, assieme a Como, Bareggio e Codogno. Con il bilancio di tre vittorie e tre pareggi vinse anche il girone finale e venne promossa in Serie C con il Como.
In Serie C militò per tre stagioni, dalla stagione 1938-39 alla stagione 1940-41.
Nel primo campionato sfiorò la promozione in Serie B: a sei giornate dal termine raggiunse la testa della classifica dopo un lungo inseguimento, mettendo assieme undici partite utili consecutive.
Perse lo scontro diretto con la Cremonese e alla penultima giornata anche quello con la Falck di Sesto San Giovanni, che la superarono in classifica.
La squadra si piazzò al quarto posto, a soli quattro punti dalla Reggiana poi promossa in Serie B, suo miglior piazzamento di sempre.
Negli anni successivi continuò a farsi onore piazzandosi al quinto posto nel 1939-40 e al decimo nel 1940-1941.
La società in crisi finanziaria, in pieno periodo di guerra, non si iscrisse al campionato di Serie C del 1941-42 e si sciolse definitivamente nel 1942.
Tra i personaggi principali che fecero parte della società si ricordano il Comm. Rovetta, il patron della Mille Miglia Renzo Castagneto (anche presidenti del Brescia Calcio) e i calciatori Bruno Bianchi (92 presenze in Serie A con il Brescia), Erminio Reggiani (89 presenze in Serie A con il Brescia), i fratelli Italo Rebuzzi e Pietro Rebuzzi (187 presenze in serie A tra Brescia, Sampdoria e Pro Patria il primo, 93 il secondo con Brescia, Inter e Vicenza) e Francesco Lamberti (in A con Venezia e Fiorentina).

## Statistiche e record

### Partecipazione ai campionati
| Livello | Categoria | Partecipazioni | Debutto   | Ultima stagione | Totale |
| ------- | --------- | -------------- | --------- | --------------- | ------ |
| 3º      | Serie C   | 3              | 1938-1939 | 1940-1941       | 3      |